# Seven Seconds
Seven Seconds ist eine US-amerikanische Fernsehserie des Streaminganbieters Netflix, die auf dem russischen Film Майо́р von Yuri Bykov basiert. Die Serie besteht aus einer zehn Folgen umfassenden Staffel, da Netflix ankündigte, die Serie im Format einer Miniserie zu belassen und keine weiteren Staffeln zu bestellen.
Für ihre Darbietung in der Serie wurde Regina King bei der 2018 mit einem Emmy als beste Hauptdarstellerin in einer Miniserie ausgezeichnet.

## Handlung
In Jersey City verschärfen sich die Spannungen, als ein junger Polizist versehentlich einen afroamerikanischen Teenager tötet und er und seine Kollegen versuchen, die Sache zu vertuschen.

## Besetzung
Die deutschsprachige Synchronisation wurde bei der RRP Media nach einem Dialogbuch und unter der Dialogregie von Ralf Pel erstellt.

### Hauptbesetzung
| Rolle              | Darsteller           | Synchronsprecher          |
| ------------------ | -------------------- | ------------------------- |
| K. J. Harper       | Clare-Hope Ashitey   | Runa Aléon                |
| Peter Jablonski    | Beau Knapp           | Tim Sander                |
| Joe „Fish“ Rinaldi | Michael Mosley       | Dirk Bublies              |
| Mike DiAngelo      | David Lyons          | Gerrit Hamann             |
| Isaiah Butler      | Russell Hornsby      | Tobias Kluckert           |
| Felix Osorio       | Raúl Castillo        | Sebastian Christoph Jacob |
| Manny Wilcox       | Patrick Murney       | Jan-David Rönfeldt        |
| Seth Butler        | Zackary Momoh        | Marc Bluhm                |
| Marie Jablonski    | Michelle Veintimilla | Anna Patricia Nilles      |
| Latrice Butler     | Regina King          | Katrin Zimmermann         |

### Nebenbesetzung
| Rolle              | Darsteller           | Synchronsprecher  |
| ------------------ | -------------------- | ----------------- |
| Kadeuce Porter     | Corey Champagne      | Paul Matzke       |
| Nadine MacAllister | Nadia Alexander      | Olivia Büschken   |
| Messiah            | Coley Mustafa Speaks | Johann Fohl       |
| Teresa             | Adriana DeMeo        | Melanie Isakowitz |
| James Connelly     | Jeremy Davidson      | Oliver Stritzel   |
| Sam Hennessy       | Gretchen Mol         | Heide Domanowski  |

## Episodenliste
| Nr.                                                                                         | Deutscher Titel           | Originaltitel                 | Regie               | Drehbuch                     |
| ------------------------------------------------------------------------------------------- | ------------------------- | ----------------------------- | ------------------- | ---------------------------- |
| 1                                                                                           | Pilot                     | Pilot                         | Gavin O’Connor      | Veena Sud                    |
| 2                                                                                           | Brentons Atem             | Brenton’s Breath              | Jonathan Demme      | Veena Sud                    |
| 3                                                                                           | Es geht um Leben und Tod  | Matters of Life and Death     | Jon Amiel           | J. David Shanks              |
| 4                                                                                           | Folgen                    | That What Follows             | Tanya Hamilton      | Dan Nowak                    |
| 5                                                                                           | Von Göttern und Menschen  | Of Gods and Men               | Coky Giedroyc       | Shalisha Francis             |
| 6                                                                                           | Bis es losging            | Until It Do                   | Ernest R. Dickerson | Francesca Sloane             |
| 7                                                                                           | Eingeengt                 | Boxed Devil                   | Ed Bianchi          | Rhett Rossi                  |
| 8                                                                                           | Kautionsverhandlung       | Bailed Out                    | Dan Attias          | Evangeline Ordaz             |
| 9                                                                                           | Zeugen der Anklage        | Witnesses for the Prosecution | Victoria Mahoney    | John Lopez                   |
| 10                                                                                          | Ein Junge und ein Fahrrad | A Boy and a Bike              | Ed Bianchi          | Veena Sud & Shalisha Francis |
| Am 23. Februar 2018 wurden alle Folgen der Staffel gleichzeitig bei Netflix veröffentlicht. |                           |                               |                     |                              |

## Rezeption
In der Süddeutschen Zeitung schrieb Alexandra Belopolsky, dass die Serie ein „komplexes Gemälde in vielen Grautönen“ zeichne statt eines Kampfes zwischen Gut und Böse, bei dem „auf der einen Seite die Normalbürger, auf der anderen eine durch und durch korrupte Polizei“ stünden. Seven Seconds liefere keine einfachen Antworten und handle politische Fragen nicht plakativ ab. Vielmehr baue die Serie „mit einer Einfühlsamkeit, die häufig eher ans britische als ans amerikanische Fernsehen erinnert“, vielschichtige Figuren auf.
Isabella Wallnöfer von der Presse bewertete Seven Seconds als „packende Serie“ und „facettenreiche Geschichte über Weiß, Schwarz und Grauschattierungen“. Sie sei eine genau gezeichnete und grandios besetzte Charakterstudie, die „mehr ist als der übliche Mord- und Gerichtssaal-Thriller“. Jeder Augenblick sei vollgepackt mit Handlung und treibe die Entwicklung voran. Der thematisierte Rassismus in der US-Gesellschaft lasse sich auch auf andere Gesellschaften übertragen und sei auch deshalb „sehenswert“.
Dirk Peitz kritisierte auf Zeit Online, dass die Serie im Laufe einer Staffel einige Genrewandlungen versuche, vom klassischen Krimi übers Gerichtsdrama zum Sittenpanorama. „Das ist ein bisschen viel“, urteilt der Autor, „doch wegen Clare-Hope Ashitey schaut man weiter zu.“ Diese spiele die Hauptfigur – eine alkoholkranke Staatsanwältin – „irre gut als unendlich müde und kaputte, aber doch anständige Frau in einem heruntergekommenen System der Verbrechensbekämpfung“.